# Телишевский, Константин Игнатьевич
д-р Константин Игнатьевич Телишевский (28 августа 1851, с. Славная, Королевство Галиция и Лодомерия, Австрийская империя, ныне Тернопольская область, Украина (по другим данным — с. Белка) — 21 апреля 1913, г. Бучач, Королевство Галиция и Лодомерия, Австро-Венгрия, ныне Тернопольская область) — украинский галицкий юрист, общественный деятель. Императорско-королевский нотар. Швагер юриста, москвофила Дионисия Кулачковского. Один из деятелей «Новой эры».

## Биография
Родился 28 августа 1851 года в селе Славная (Зборовский повет, Королевство Галиции и Лодомерии, Австрийская империя, ныне Тернопольская область, Украина; по другим данным — в с. Белка, ныне Львовская область) в семье священника села Белка о. Игнатия (Гната) Телишевского.
Учился во Львове: сначала в гимназии, затем на юридическом факультете Львовского университета. Работал нотарем в Турке, избирался вице-маршалком Турковского уездного совета. От 1889 до 1895 года — посол до Галицкого краевого сейма 6-го созыва, (выбраный от IV курии в округе Турка — Бориня). Его кандидатура была согласована украинским и польским избирательными комитетами. Входил в состав и был секретарём «Русского клуба» до выхода из него 24 мая 1894 года.
Сыграл важную роль в организации сделки между украинской и польской фракциями сейма 1890 года («новая эра»). В частности, 17 октября 1890 г. встретился с наместником Галиции графом Казимиром Бадени. 24 ноября 1890 г. вместе с Емельяном Огоновским, Константином Левицким, Александром Барвинским, Корнилой Мандичевским, митрополитом Сильвестром Сембратовичем принимал участие в пресс-конференции графа К. Бадене, на которой были подведены итоги предварительных переговоров.
От 1891 до 1897 года — посол Рейхсрата Австро-Венгрии (от сейма), 1897 года прекратил активную политическую деятельность (полностью). Переехал в Бучач, где работал нотарем.

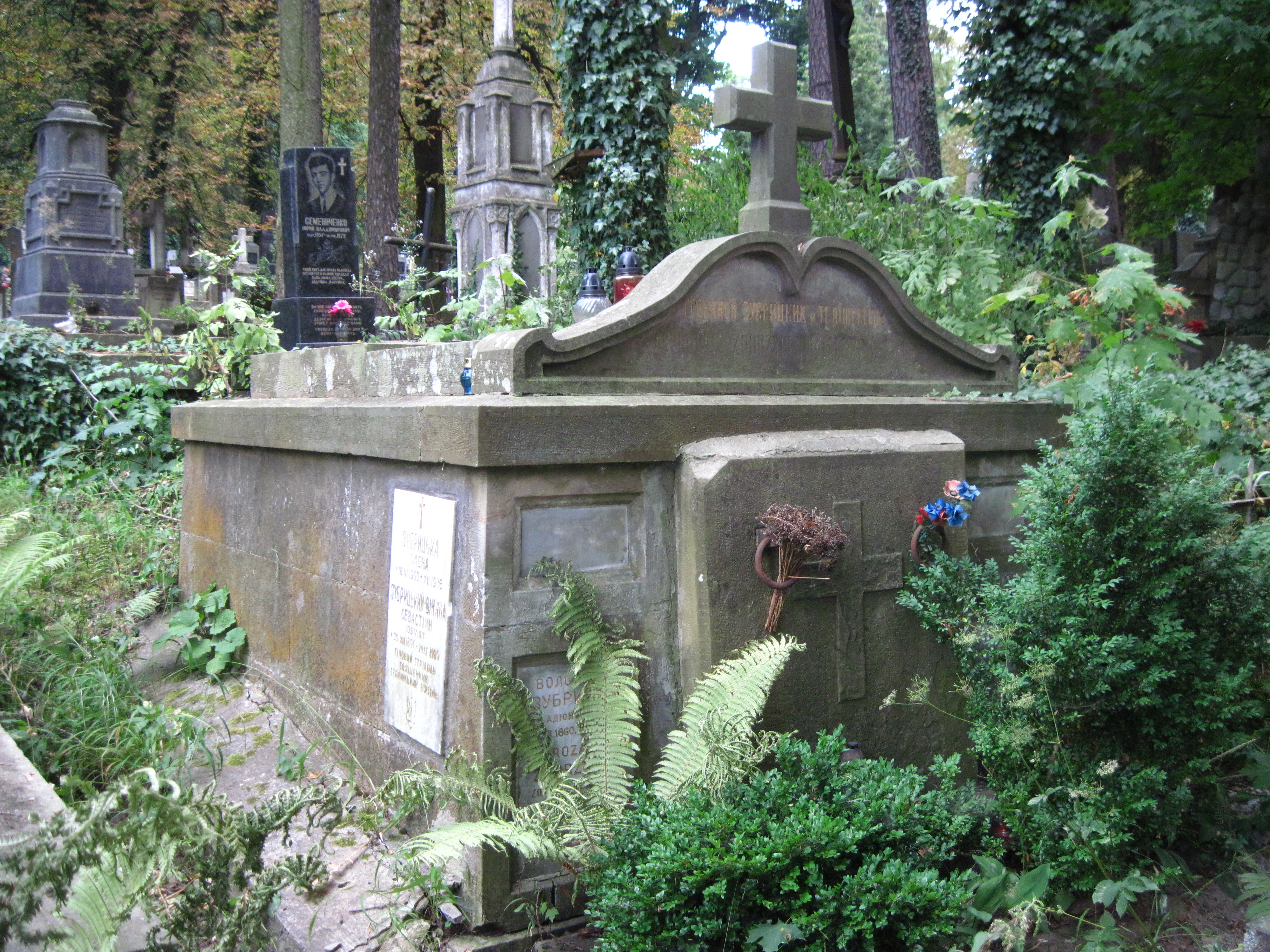
Склеп Зубрицьких, Лычаков

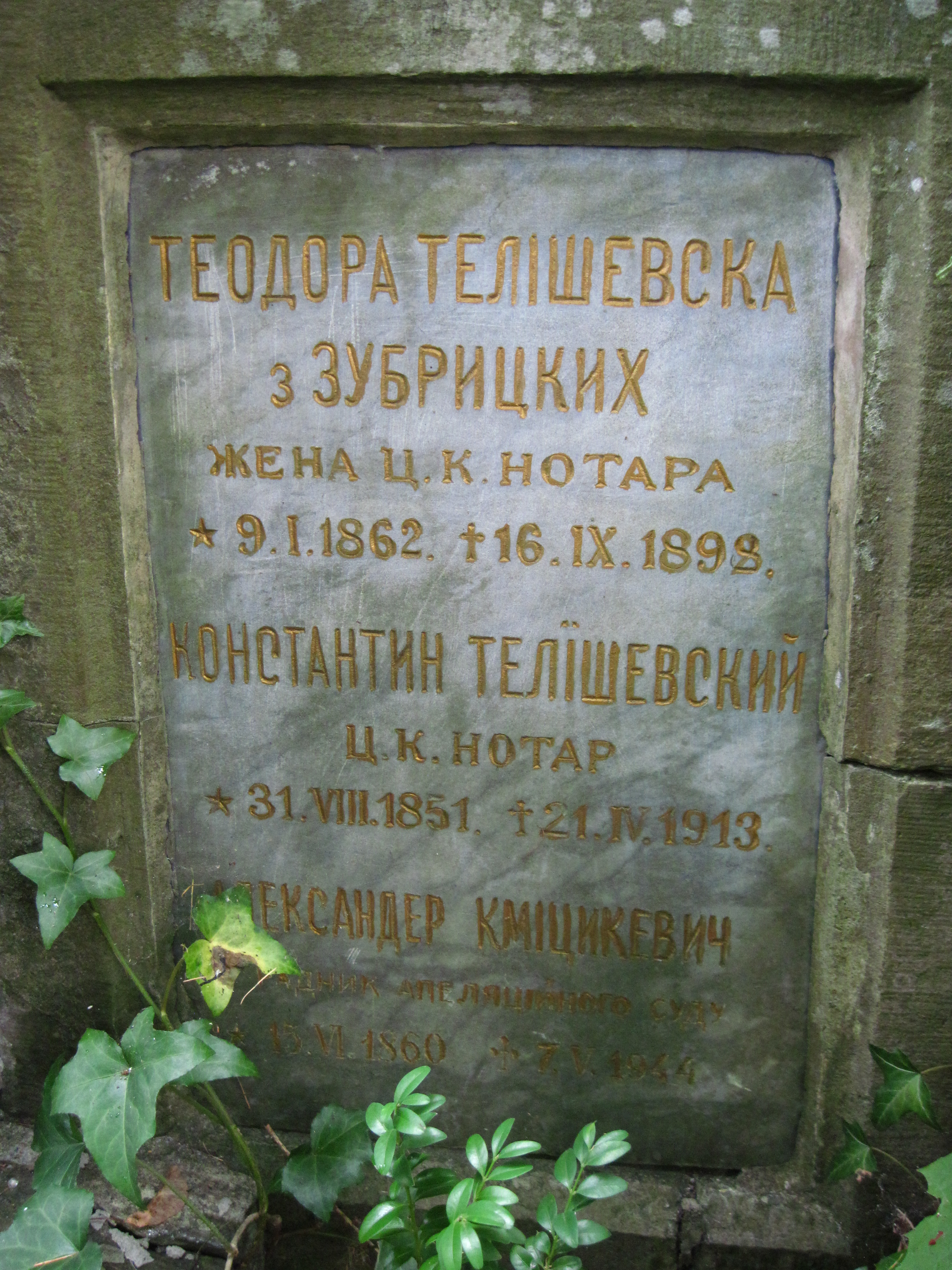

Один из сотрудников, искренних советников городской главы Бучача Климентия Рогозинского (рядом с настоятелем, деканом (УГКЦ) Бучача в. Денисом Нестайко и другими).
Жена — Теодора Зубрицкая (1862—1898).
Умер 21 апреля 1913 года в г. Бучач (ныне Тернопольская область, Украина). Похоронен в семейном склепе Зубрицких-Телишевских на Лычаковском кладбище Львова, поле № 7.

## Ссылка
- «Новая эра». Галичина, 1890 г.